# Host Senyorial
La host senyorial era la host llevada per un senyor feudal segons les lleis del dret feudal. Des del segle xii fins al segle xv, la host senyorial estava formada pel mateix senyor feudal (baró) i la seva mainada.
La mainada estava formada pels radicats al seu feu, ja fossin cavallers o no. Si la campanya era inferior a un dia rebia el nom de cavalcada i solia convocar tan sols el cavallers proveïts del seu cavall; si per contra la campanya durava més temps la host també estava formada per serfs i el senyor tenia obligació de fornir-la amb queviures i de redimir el vassall si queia presoner. En cas de caure mort però, no tenia obligació d'indemnitzar-ne la família.